# Robyn Thorn
Robyn Thorn (Queensland, 6 gennaio 1945) è un'ex nuotatrice australiana.
Specializzata nello stile libero, ha vinto la medaglia d'argento nella staffetta 4x100 m sl alle olimpiadi di Tokyo 1964.

## Palmarès
- Olimpiadi
  - Tokyo 1964: argento nella staffetta 4x100 m sl.

- Giochi dell'Impero e del Commonwealth Britannico
  - 1962 - Perth: oro nella staffetta 4x110yd e argento nelle 110yd sl.